# كاظم القريشي
كاظم القريشي (13 نيسان/أبريل 1967 النعمانية واسط في العراق - ) ممثل عراقي. فاز كأفضل ممثل عن عمل أمطار النار وأفضل ممثل عراقي لعام 2009 عن عمل الدهانة، وكأفضل ممثل عراقي لعام 2011 عن عمل أبوطبر. تولى إدارة المسارح العراقية في دائرة السينما والمسرح من عام 2013 وحتى عام 2015 وكان مديراً لمهرجان بغداد الدولي للمسرح. حاز على عشرات الجوائز والتكريمات داخل وخارج العراق وكرم في مهرجان القاهرة الدولي للمسرح التجريبي عام 2015. كما قدم الكثير من المسلسلات الإذاعية ويصنف بأنه يمتلك صوتا رخيما ومميزاً،  وكان أحد حكام لجنة التحكيم في برنامج شاعر العراقية لتقييم الأداء والصوت.

## أعمال

### مسلسلات
مسلسل آمرلي إخراج احمد ابراهیم احمد تأليف     امیرمهدی پوروزیری
- القلم والمحنة تاليف فاروق محمد وإخراج قحطان عبد الجليل
- الزمن والغبار إخراج وتأليف هاشم أبو عراق
- الإمام الشافعي
- الطاسة والحمام إخراج علي حنون
- سارة خاتون تأليف حامد المالكي وإخراج صلاح كرم
- مسلسل 18 تأليف عباس الحربي
- أمطار النار تاليف صباح عطوان وإخراج عزام صالح لقناة البغدادية
- حب في القرية الجزء الأول والثاني تأليف ضياء سالم وإخراج صاحب بزون لقناة العراقية الفضائية
- سنوات النار تأليف صباح عطوان وإخراج هاشم أبو عراق
- الحب والسلام تأليف حامد المالكي وإخراج السوري تامر اسحق
- ورشة الوراد إخراج علي أبو سيف
- الدهانة تاليف حامد المالكي وإخراج علي أبو سيف
- أبوطبر تاليف حامد المالكي وإخراج السوري سامي الجنادي
- القناص تاليف فاتن السعود وإخراج اركان جهاد
- سليمة مراد تاليف فلاح شاكر وإخراج باسم عبد القهار
- الشيطان في قلب امرأة
- غايب في بلاد العجايب[6]الماس مكسور [7]

### أفلام
- أحلام اليقظة تأليف غيداء العلي وإخراج صلاح كرم
- حفر الباطن إخرج عبد السلام الأعظمي.

## وصلات خارجية
- قاعدة بيانات الأفلام العربية